# Heroldstatt
Heroldstatt là một thị xã nằm trong huyện Alb-Donau thuộc bang Baden-Württemberg, Đức.

## Địa lý
Heroldstatt nằm cạnh khu dự trữ sinh quyển Swabian Jura, cách Ulm khoảng 25 km về phía tây.